# Île de Campeche
Pour les articles homonymes, voir Campeche.
L'île de Campeche se situe dans l'océan Atlantique, sur le littoral sud du Brésil, à l'est de l'île de Santa Catarina, dans la municipalité de Florianópolis. Elle se trouve au large de la plage de Campeche, à laquelle elle a probablement donné son nom.
Orientée nord-sud, elle mesure environ 1,5 km de long pour 500 m de large. Sa superficie est de 0,38 km². Sur la côte nord de l'île existe une petite plage de sable fin.
On y trouve des signes d'une occupation humaine très ancienne, comme des gravures sur des rochers (de même que dans d'autres îles de l'archipel), ce qui en fait un site archéologique recherché.